# Joseph Ehrenfried Hofmann
Joseph Ehrenfried Hofmann (Munique, 7 de março de 1900 – Gunzburgo, 7 de maio de 1973) foi um historiador da matemática alemão, conhecido por suas pesquisas sobre Gottfried Wilhelm Leibniz.
Foi palestrante convidado do Congresso Internacional de Matemáticos em Edimburgo (1958 - Über eine Euklid Bearbeitung, die dem Albertus Magnus zugeschrieben wird). Em 1954 foi eleito membro da Academia Leopoldina.

## Obras
- Ausgewählte Schriften, 2 Volumes, (Herausgeber Christoph Scriba), Olms Verlag, Hildesheim 1990
- com Oskar Becker: Geschichte der Mathematik, Bonn, Athenäum Verlag, 1951 (von Hofmann stammt Teil 2 und 3)
- Geschichte der Mathematik, 3 Bände, de Gruyter, Sammlung Göschen 1953–1957 (Teil 1: Von den Anfängen bis zum Auftreten von Fermat und Descartes, 1953, Teil 2: Von Fermat und Descartes bis zur Erfindung des Calculus und bis zum Ausbau der neuen Methoden, 2. Auflage 1963, Teil 3: Von den Auseinandersetzungen um den Calculus bis zur französischen Revolution, 1957, mit ausführlichem Literaturverzeichnis). Seine Geschichte der Mathematik wurde auch ins Spanische, Französische und Englische übersetzt (Classical Mathematics, New York, Philosophical Library 1960, The History of Mathematics, New York, Philosophical Library 1957)
- Leibniz in Paris 1672-1676 – his growth to mathematical maturity, Cambridge University Press 1974[2]
- Die Entwicklungsgeschichte der Leibnizschen Mathematik, München, Leibniz-Verlag 1949, englische Ausgabe Leibniz in Paris 1672-1676: His growth to mathematical maturity, 1974
- Nicolaus Mercator, sein Leben und Wirken, vorzugsweise als Mathematiker, Akademie der Wissenschaften Mainz, Abh. Math.-Naturwiss. Klasse, 3. Jahrgang, p. 43–103, 1950
- Frans von Schooten der Jüngere, Steiner Verlag, Wiesbaden, Boethius Band 2, 1962
- Über Jakob Bernoullis Beiträge zur Infinitesimalmathematik, L' Enseignement mathématique, Série 2, Volume 2, 1956
- Michael Stifel. Leben, Wirken und Bedeutung für die Mathematik seiner Zeit, Sudhoffs Archiv, Beiheft 9, Steiner Verlag 1968
- Vier Jahrzehnte im Ringen um mathematikgeschichtliche Zusammenhänge, in Bernhard Sticker, Friedrich Klemm (Eds.) Wege zur Wissenschaftsgeschichte, Wiesbaden 1969
- 'Elementare Lösung einer Minimumsaufgabe. In: Zeitschrift für den mathematischen und naturwissenschaftlichen Unterricht 60 (1929), p. 22–23.